# Vlaams kartel
Vlaams kartel kan het volgende betekenen:
- algemeen: een coalitie van verschillende Vlaamse partijen en kandidaten in sommige Brusselse gemeenten voor de gemeenteraadsverkiezingen 
  - PLU (Pluralistisch en Sociaal) Sint-Joost-ten-Node 1994: "Kartellijst van Nederlandstalige partijen en onafhankelijken" (SP, CVP, VU, WOW)
  - Vlaams kartel:  in Sint-Lambrechts-Woluwe in 1976 en 1982, in Oudergem in 1976, 1982 and 1988, in Anderlecht in 1988, in Etterbeek in 1976, 1982 en 1988, in Sint-Gillis in 1976 en 1982
  - Vlaams Kartel : gemeente Hove, politiek samenwerkingsakkoord tussen het Vlaams Belang, Leefbaar Hove en enkele onafhankelijken. Behaalden tijdens de gemeenteraadsverkiezingen van 2006 twee zetels (12,4%).
- meer specifiek: andere naam voor Valentijnskartel tussen CD&V en N-VA